# حاجی بختیار (ایلام)
حاجی بختیار، روستایی است از توابع بخش چوار شهرستان ایلام در استان ایلام ایران.

## موقعیت گردشگری
این روستا به دلیل قرار گرفتن امامزاده حاج بختیار در قسمت جنوبی روستا به همین نام معروف گشته و همواره این روستا میزبان زائران این امامزاده از تمام استان و استانهای همجوار گشته همچنین بقه امامزاده سید عیسی که در 3 کیلومتری شمال غرب این روستا قرار گرفته و به تازگی ساختمان امامزاده بنا شده به جاذبه های این روستا بخصوص در ایام تعطیل افزوده است
روستای حاج بختیار دارای جاذبه های طبیعی و وتفریحی بسیار زیبایی میباشد آبشاری در قسمت بالادست رودخانه ی نزدیک بقعه متبرکه امامزاده سیدعیسی وجود دارد که دیدنش خالی از لطف نیست و درخت زیتونی که گفته میشود عمرش به دوره گور میرسد مانند درختان سرو هزارساله ای که در روستای بانسرو متعلق به زمان گور هستند.طبیعت منطقه خیلی زیباو خوش اب و هواست مخصوصا در فصل بهار که میزبان عموم مردم طبیعت دوست است. کوه شیره زول که مانند دیواری بلند و یکدست از سنگ و نفوذ ناپذیر است که قدیم‌الایام برای رفت‌وآمد مردم بین شهر ایوان و منطقه ارکوازی از قسمتی که رشته کوه بریدگی یا چین خوردگی دارد استفاده میکردند و میکنند که نامش در گویش محلی کوه تک تک بمعنی قطره قطره است علت این نامگذاری اشکفتی (غار)انجاست که چشمه ای در سقفش جریان دارد که آب خنک و زلالش بصورت قطره قطره از سقف اشکفت به زمین میچکد جدای از این چشمه منظره فوق العاده زیبا و دلنوازی دارد که در تمام فصول سال کوهنوردان و طبیعت دوستان را به خود جذب میکند.

## جمعیت
این روستا در دهستان ارکوازی قرار داشته و براساس سرشماری سال ۱۳۸۵جمعیت آن ۱۱۴
نفر (۲۵خانوار) و در سرشماری سال۹۵،جمعیت آن۲۱۴نفر بوده است.